# Street Knight
Street Knight é um filme produzido nos Estados Unidos em 1993, escrito por Richard Friedman e dirigido por Albert Magnoli.
Foi o último filme lançado pela Cannon Films.

## Elenco
- Jeff Speakman... Jake Barrett
- Christopher Neame ... James Franklin
- Lewis Van Bergen ... Lt. Bill Crowe
- Jennifer Gatti ... Rebecca Sanchez
- Bernie Casey ... Raymond
- Richard Coca ... Carlos Sanchez
- Stephen Liska ... Santino
- Grainger Hines... Murphy
- Sal Landi ... Parker
- Hank Stone ... Martin Cruise